# Opere di Bartolomeo Manfredi
Segue un elenco esaustivo ma comunque incompleto (causa le poche informazioni puntuali circa i suoi dipinti, molte delle quali ancora in collezioni private o comunque in luoghi di difficile accesso) delle opere del pittore Bartolomeo Manfredi (1582-1622).
| Immagine | Titolo                                                                           | Anno          | Tecnica      | Dimensioni     | Città             | Collocazione                                                          | Note                                                                          |
| -------- | -------------------------------------------------------------------------------- | ------------- | ------------ | -------------- | ----------------- | --------------------------------------------------------------------- | ----------------------------------------------------------------------------- |
|          | Ritratto di Bartolomeo Chenna                                                    | 1609          | olio su tela | 127×100 cm     | Kharkov           | Museo di Belle Arti                                                   |                                                                               |
|          | Carità romana                                                                    | 1610 ca.      | olio su tela | 129×96 cm      | -                 | Collezione privata                                                    |                                                                               |
|          | San Girolamo                                                                     | 1610 ca.      | olio su tela | 128×97,5 cm    | -                 | Collezione privata                                                    |                                                                               |
|          | Ritratto di uomo con guanto                                                      |               | olio su tela | 109×72,5 cm    | Vienna            | Kunsthistorisches Museum                                              |                                                                               |
|          | Caino e Abele                                                                    | 1615 ca.      | olio su tela | 152×115 cm     | Vienna            | Kunsthistorisches Museum                                              |                                                                               |
|          | Allegoria delle quattro stagioni                                                 | 1610 ca.      | olio su tela | 134×91,5 cm    | Dayton            | The Art Institute                                                     |                                                                               |
|          | Allegoria delle quattro stagioni                                                 |               | olio su tela | -              | già Parigi        | Collezione privata                                                    |                                                                               |
|          | I bari                                                                           | 1613 ca.      | olio su tela | -              | già Berlino       | Collezione privata                                                    |                                                                               |
|          | Incoronazione di spine                                                           |               | olio su tela | 119×138,5 cm   | Monaco di Baviera | Alte Pinakothek                                                       |                                                                               |
|          | San Sebastiano                                                                   | 1613-1620     | olio su tela | 97,2×77,7 cm   | Parigi            | Galleria Sarti                                                        |                                                                               |
|          | Incoronazione della Vergine con i santi Francesco, Giovanni Battista e Maddalena | 1615-1616     | olio su tela | 310×193 cm     | Leonessa          | Chiesa di San Pietro                                                  |                                                                               |
|          | San Giovanni Battista                                                            | 1606-1610     | olio su tela | 148×114 cm     | Parigi            | Museo del Louvre                                                      |                                                                               |
|          | Ecce Homo                                                                        | 1610 ca.      | olio su tela | 110,2×149 cm   | Memphis           | Brooks Museum of Art                                                  |                                                                               |
|          | Sdegno di Marte                                                                  | 1613          | olio su tela | 175,3×130,6 cm | Chicago           | The Art Institute                                                     |                                                                               |
|          | Cattura di Cristo                                                                | 1613-1618     | olio su tela | 119,5×174 cm   | Tokyo             | Museo di arte occidentale                                             |                                                                               |
|          | Sacrificio di Isacco                                                             |               | olio su tela | 161x123 cm     | già Berlino       | Collezione privata                                                    |                                                                               |
|          | San Pietro e san Paolo                                                           | 1609-1614     | olio su tela | 55,5x72 cm     | New York          | Metropolitan Museum                                                   |                                                                               |
|          | Tancredi battezza Clorinda                                                       |               | olio su tela | 122x166,2 cm   | Modena            | Museo civico                                                          |                                                                               |
|          | San Giovanni Evangelista (o san Paolo) e san Pietro                              |               | olio su tela | 129×102 cm     | Apiro             | Abbazia di Sant'Urbano                                                |                                                                               |
|          | Incoronazione di spine                                                           |               | olio su tela | 82×114 cm      | Milano            | Collezione privata                                                    |                                                                               |
|          | San Giovanni Evangelista                                                         |               | olio su tela | 134×97 cm      | Roma              | Pinacoteca capitolina                                                 | Già attribuito a Nicolas Tournier                                             |
|          | Re Mida                                                                          | 1617-1619 ca. | olio su tela | 135,5×100 cm   | New York          | Metropolitan Museum (in custodia da una collezione privata di Londra) |                                                                               |
|          | Giocatori di dadi                                                                |               | olio su tela | 126×184 cm     | già Londra        | Collezione privata                                                    |                                                                               |
|          | Sacrificio di Isacco                                                             | 1615-1620     | olio su tela | 180×150 cm     | Roma              | Chiesa del Gesù, sacrestia                                            |                                                                               |
|          | San Giovanni Battista                                                            |               | olio su tela | 135×96 cm      | Milano            | Collezione Koelliker                                                  |                                                                               |
|          | Dedalo e Icaro                                                                   |               | olio su tela | 122×98 cm      | Bologna           | Pinacoteca nazionale                                                  |                                                                               |
|          | Ercole al bivio                                                                  | 615-1616      | olio su tela | 104,1×146,7 cm | -                 | Collezione privata                                                    |                                                                               |
|          | Trionfo di David                                                                 | 1615 ca.      | olio su tela | 128×97 cm      | Parigi            | Museo del Louvre                                                      |                                                                               |
|          | Incoronazione di spine                                                           |               | olio su tela | 161×229 cm     | già Heino         | Collezione privata                                                    |                                                                               |
|          | Incoronazione di spine                                                           | 1616-1617     | olio su tela | 157×233 cm     | Le Mans           | Museo Tessé                                                           |                                                                               |
|          | Madonna col Bambino                                                              | 1620 ca.      | olio su tela | 133×96 cm      | Parigi            | Galleria Jacques Leegenhoek                                           |                                                                               |
|          | Carità romana                                                                    | 1620          | olio su tela | 130×97 cm      | Firenze           | Galleria degli Uffizi                                                 |                                                                               |
|          | Cacciata dei mercanti dal tempio                                                 | 1616-1617     | olio su tela | 168×244 cm     | Libouchec         | Museo di Belle Arti                                                   |                                                                               |
|          | San Girolamo                                                                     |               | olio su tela | 90×127 cm      | Firenze           | Galleria Corsini                                                      |                                                                               |
|          | Apollo e Marsia                                                                  | 1615-1620 ca. | olio su tela | 95,5×136 cm    | Saint Louis       | The Art Museum                                                        |                                                                               |
|          | Incoronazione di spine                                                           | 1615-160      | olio su tela | 115×175 cm     | Torino            | Galleria sabauda                                                      | Attribuito alla cerchia                                                       |
|          | Incoronazione di spine                                                           | 1617-1621     | olio su tela | 122×146 cm     | Firenze           | Galleria degli Uffizi                                                 |                                                                               |
|          | Zingara con tamburello                                                           | 1616-1617     | olio su tela | 65×59 cm       | New York          | Studio Grassi                                                         |                                                                               |
|          | San Girolamo                                                                     |               | olio su tela | 131×98 cm      | Milano            | Collezione Koelliker                                                  |                                                                               |
|          | Negazione di san Pietro                                                          | ante 1622     | olio su tela | 166×232 cm     | Braunschweig      | Herzog Anton Ultich Museum                                            |                                                                               |
|          | Concerto                                                                         | 1617 ca.      | olio su tela | 130×189,5      | Firenze           | Galleria degli Uffizi                                                 | Quasi del tutto distrutto a seguito dell'attentato di via Georgofili del 1993 |
|          | Concerto                                                                         | -             | olio su tela | -              | -                 | Collezione privata (Guicciardini)                                     | Replica del dipinto precedente assegnato alla bottega                         |
|          | Giocatori di carte                                                               | 1617 ca.      | olio su tela | 130×191 cm     | Firenze           | Galleria degli Uffizi                                                 | Quasi del tutto distrutto a seguito dell'attentato di via Georgofili del 1993 |
|          | Giocatori di carte                                                               | -             | olio su tela | -              | -                 | Collezione privata (Guicciardini)                                     | Replica del dipinto precedente assegnato alla bottega                         |
|          | San Girolamo                                                                     |               | olio su tela | 133×96 cm      | già Milano        | Collezione privata                                                    |                                                                               |
|          | Testa del Battista                                                               |               | olio su tela | 50×70 cm       | già Milano        | Collezione privata                                                    |                                                                               |
|          | Bacco e bevitore                                                                 | 1610-1610     | olio su tela | 132×96 cm      | Roma              | Galleria nazionale d'arte antica di palazzo Barberini                 |                                                                               |
|          | Giuditta e la fantesca                                                           | 1618-1620     | olio su tela | 123×173 cm     | Firenze           | Galleria Corsini                                                      |                                                                               |
|          | Riunione di bevitori                                                             | 1621 ca.      | olio su tela | 130×190 cm     | Los Angeles       | County Museum of Art                                                  |                                                                               |
|          | Buona ventura                                                                    | 1616          | olio su tela | 123×132,5 cm   | Detroit           | Institute of Arts                                                     |                                                                               |
|          | Cristo dolente                                                                   |               | olio su tela | 98×73 cm       | -                 | Collezione privata                                                    |                                                                               |
|          | Cristo e l'adultera                                                              |               | olio su tela | 120×185 cm     | Bruxelles         | Musei Reali di Belle Arti del Belgio                                  |                                                                               |
|          | Cristo fra i dottori                                                             |               | olio su tela | 130×190 cm     | Firenze           | Galleria degli Uffizi                                                 |                                                                               |
|          | Tributo della moneta                                                             | 1610-1620     | olio su tela | 130×190 cm     | Firenze           | Galleria degli Uffizi                                                 |                                                                               |
|          | Cristo legato alla colonna                                                       | 1617-1619     | olio su tela | -              | -                 | Collezione privata                                                    |                                                                               |
|          | Incoronazione di spine                                                           |               | olio su tela | 150×97 cm      | Milano            | Collezione privata                                                    |                                                                               |
|          | Caino e Abele                                                                    |               | olio su tela | 171×122 cm     | Firenze           | Galleria Palatina di palazzo Pitti                                    |                                                                               |
|          | Incoronazione di spine                                                           | 1618-1620     | olio su tela | 82,6×110,5 cm  | Spriengfield      | Museum of Fine Arts                                                   |                                                                               |
|          | San Girolamo                                                                     |               | olio su tela | 129×96,5 cm    | già Madrid        | Collezione privata                                                    |                                                                               |
|          | Flagellazione di Cristo                                                          | 1618-1620     | olio su tela | 116,5×153,5 cm | già Londra        | Mathiesen Fine Art                                                    |                                                                               |
|          | Martirio di san Bartolomeo                                                       | ante 1622     | olio su tela | 120×150 cm     | -                 | Collezione privata                                                    |                                                                               |
|          | Cristo portacroce                                                                |               | olio su tela | -              | già Milano        | Collezione privata                                                    |                                                                               |
|          | Cristo compare alla Madre dopo la Resurrezione                                   | 1620          | olio su tela | 257×178 cm     | Cremona           | Museo Ala Ponzone                                                     |                                                                               |